# Лакий
Лакий (др.-греч. Λάκιος «рваный, оборванный») — персонаж древнегреческой мифологии. Аттический герой, в честь которого назван дем Лакиады. Его священный участок находится на священной дороге из Афин в Элевсин.